# Tanto sockerbruk

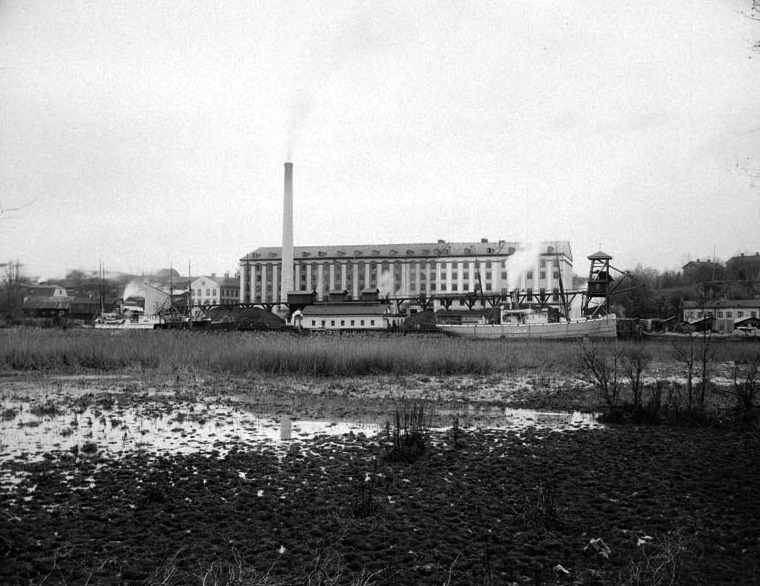
Tanto sockerbruk vy från Årsta holmar cirka 1890–1920.

Tanto sockerbruk var ett stort sockerraffinaderi som drevs i Tantoområdet invid Årstaviken strax öster om Årstabrons norra fäste på Södermalm i Stockholm år 1857 till 1956. Innan dess, åren 1758–1769 samt åren 1833–1850, hade dock sockerbruk bedrivits i mindre skala på denna tomt.

## Historik

### Hans Tanto ger namn åt området
Vintervägen över Årstavikens is och den tullbom som fanns på Södermalmssidan (”Tantobommen”, omnämnd bland annat i Carl Michael Bellmans Fredmans epistel nr 53 ”Angående slagsmålet nedanför Danto-Bommen hos T. en höstnatt”) gav upphov till den första bebyggelsen i det område som snart kom att kallas Tanto. En av de första tomtägarna som omtalas vid början av 1660-talet var Hans Tanto, ibland också kallad Danto eller Tantow. Vem denne Hans Tanto var vet man ej med säkerhet.
Vid mantalsskrivningen 1676 upptas en Hans Danto bosatt på Mariaberget och en Hans Tanto som arrendator i kvarteret Mullvaden på västra Södermalm. Hans Danto och Hans Tanto redovisas som två individer – men skulle också kunna vara samma person. En Barbro Florentina Tanto avlider år 1726 och i boutredningen omnämns svärdfejaren Hans Tanto som änkling. Svärdfejaren dör 1732. Om detta är samme man som den Hans Tanto som omnämns på 1660-talet så skulle han i så fall vara i nittioårsåldern när han avlider, en ovanligt hög ålder vid denna tid. Mer sannolikt är att det är en son med samma namn.

### Tanto säljer till räntmästare Cronberg
Hans Tanto sålde redan år 1669 området till den välbärgade räntmästaren Börje Olofsson Cronberg, som några år tidigare köpt delar av nuvarande Tantolunden och Zinkensdamm av Wilhelm Böös Drakenhielm. Drakenhielm hade anlagt en stor trädgård och karpdammar vid Zinkensdamm medan Cronberg skapade ett ståtligt sommarnöje vid Tanto. Cronbergs ekonomiska situation försämrades snabbt av kung Karl XI:s reduktionspolitik, han avled och änkan sålde 1675 egendomen vid Tanto till en sidenvävare, anläggningarna beskrivs då som förfallna.
Den plats där sockerbruket senare skulle anläggas ägdes på 1730-talet av Magnus Bröms (1684–1757), rådman och politiborgmästare i Stockholm. År 1757 får Christer Robsahm (1698–1769) kungligt privilegiebrev att driva ett sockerbruk på en del av den mark som tidigare ägts av Bröms.

### Christer Robsahms sockerbruk 1758–1769
Christer Robsahm började som nittonåring i riksbankens tjänst och avancerade där till kassakommissarie. Han drev ett av de första kattuntryckerierna på Söder. Tillsammans med några medintressenter (Olof Siöberg och  Anders Berch) köpte Robsahm år 1736 Zinkensdamm och därefter det område som ägts av Bröms. Robsahm sålde senare sin andel i Zinkensdamm till Siöberg och behöll Tantoområdet.
Robsahm startade ett sockerbruk på området i Tanto år 1758, då man började man arbeta i liten skala med åtta anställda. Verksamheten blev dock ganska kortvarig, driften fortsatte fram till 1769 då Robsahm avled. Hans ekonomiska ställning vid den tiden uppges som "katastrofal", sannolikt till följd av deflationskrisen efter mössornas makttillträde.

### Tanto kronobränneri 1776–1824
I oktober 1775 såldes sockerbruket för 100 000 daler kopparmynt till Allmänna Magasinsdirektionen och därefter vidare till "Kongl Directionen öfver den Regale Brännvinsbränneriinrättningen i Riket", som där inrättade Tanto kronobränneri. Sedan regale för brännvinsbränningen införts, dels som ett medel att minska svälten i riket dels som ett sätt att öka statens inkomster (se Sveriges alkoholpolitik), startades kronobrännerier på ett femtiotal platser i Sverige år 1776 och Tanto var ett av dessa brännerier. Kronobrännerierna avskaffades redan år 1788, men för Stockholm och några andra städer gjordes undantag. År 1800 utgjordes arbetsstyrkan av kronoinspektorn, kronobokhållaren, brännmästaren Anders Welin samt tolv bränneridrängar. Tanto kronobränneri upphörde först 1824.

### Reuszners, Kaijsers och Wollgasts sockerbruk 1833–1850
År 1826 uppläts byggnaderna för den så kallade Växelundervisningssällskapets normalskola. Vid en offentlig auktion år 1831 köptes det gamla kronobränneriet av klädesfabrikören G. W. Marks von Würtenberg. Han använde en del av lokalerna för den egna klädestillverkningen men hyrde också ut delar av anläggningen till J. G. Reuszner, som var bomullsfabrikör, men som även drev sockerbruk på Tanto i mindre skala åren 1833 och 1834. År 1834 hade Reuszner en bokhållare, en sockerkokare och två sockerbruksarbetare anställda. Samma år överlät han dock rörelsen till handelsbokhållaren Lorens Kaijser som drev sockerbruket fram till 1846. 
Marks von Würtenbergs klädesfabrik upphörde 1847 och samma år såldes lokalerna till två bröder Wollgast, söner till en tidigare sockerbruksarbetare som startat ett eget företag vid Ålandsgränd (nuvarande Mäster Samuelsgatan). Bröderna drev sockerbruket vid Tanto fram till 1850, då fabriken härjades av brand. Därefter återköpte Marks von Würtenberg Tanto och ägde åter området fram till 1855.

### Tanto Sockerbruks AB uppför sitt sockerbruk 1857

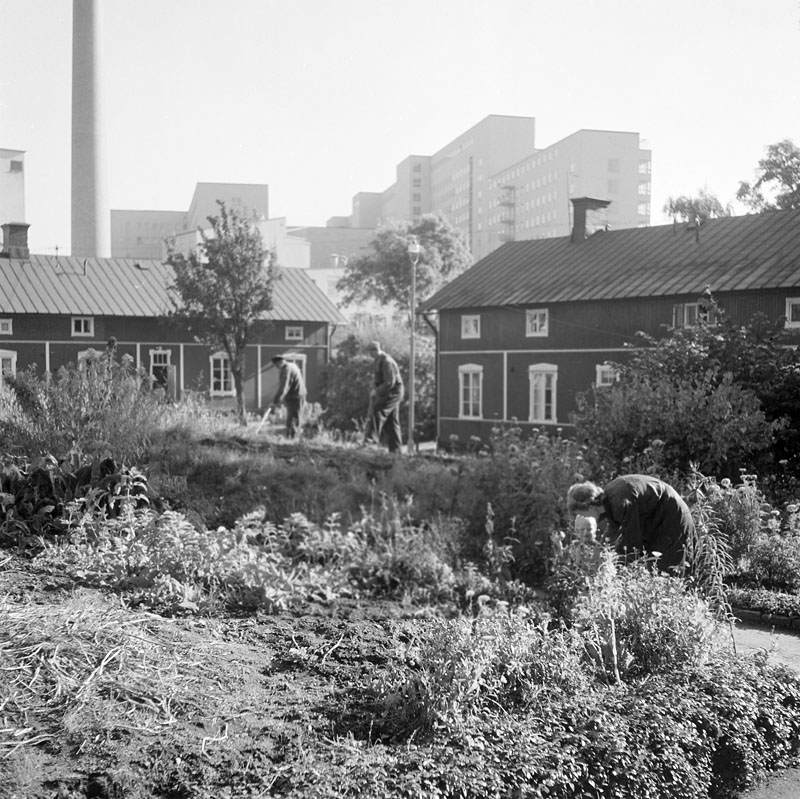
Arbetarbostäder vid Tanto sockerbruk år 1946. I bakgrunden skymtar det nybyggda Södersjukhuset.

Advokatfiskalen G. Sandeberg, som sedan 1847 ägt granntomten Molitors malmgård, sålde i juni 1855 sin tomt till ett nybildat företag, Tanto Sockerbruks AB. Några dagar senare sålde Marks von Würtenberg det före detta kronobränneriet till samma bolag.
I samband med Krimkriget 1853 fick Sverige uppleva en högkonjunktur under vilken sockerpriset steg kraftigt. Det var i den situationen som fyra sockerbruksägare i Stockholm beslöt att gå samman och grunda Tanto Sockerbruks AB. De fyra var W.A. Freundt och Fredrik (Figge) Åhrberg (1804-1864), som tidigare hade haft sina bruk i kvarteret Stenbocken på Södermalm, J.E.J. Dubost, som hade sitt sockerbruk på Östermalm, samt Carl Schwieler (1821–1884), som tidigare haft ett bruk vid Malmskillnadsgatan. Freundt utsågs till företagsledare.
År 1857 stod den nya fabriksbyggnaden färdig, "den största i sitt slag i Sverige och en av de största och vackraste i Europa". Byggnaden hade sju våningar och fasad mot Årstaviken. Arkitekt var Johan Fredrik Åbom och den framstående byggmästaren Axel Alm svarade för uppförandet. Anläggningen var försedd med en ångmaskin med 25 hästkrafter samt en arbetspersonal på över 200 personer. När Tanto sockerbruk stod klart var den korta högkonjunkturen över och sockerpriserna sjönk. Freundt lämnade företaget och efterträddes som företagsledare av Carl Schwieler. Denne lyckades få företaget att överleva krisen och bosatte sig vid bruket 1860. Han var kvar som företagsledare fram till sin död 1884.

### Stort och modernt
Tanto sockerbruk var inte bara ovanligt stort för sin tid utan betraktades också som en mycket modern anläggning, med en praktisk hamn med långa bryggor och små järnvägar såväl utanför som inne i fabrikslokalerna. I en beskrivning från 1872 i "Sveriges industriella etablissementer" skildras hur råsockret (rörsocker) levererades till bruket och renades genom att kokas i vatten och oxblod. Sedan fördes sockret genom rörledningar fem våningar upp till filtertornet för ytterligare rening. Därefter följde ytterligare rening och avfärgning. I ”fyllhuset” fylldes sockret sedan på formar till sockertoppar. Topparna befriades från sirap, torkades och paketerades sedan i papper inför försäljningen.
I början av 1870-talet hade Tanto sockerbruk sex ångmaskiner om 25 hästkrafter samt fem mindre ångmaskiner. De lerformar som initialt användes för sockertoppsgjutningen byttes så småningom till plåtformar. År 1885 slutade man rena råsockret med oxblod. På 1890-talet började man gå över till betsocker i stället för rörsocker som råvara. 
Vid Schwielers död 1884 övertogs ledningen av A.G. Lindholm (1818–1901) och därefter blev Magnus Elliot (1842–1925) chef vid sockerbruket. År 1907 såldes fastigheten till Svenska Sockerfabriks AB, som bildats samma år.

### Arbetarnas villkor
Som mest hade sockerbruket mer än 300 anställda. Arbetstiden var från klockan 6.30 till 18.00. Arbetarnas bostadshus innehöll i början endast så kallade "spisrum". Ett enda rum med ett "bostadskök" avsattes för en hel familj. Dessa rum var avsedda för de gifta arbetarna. Vattenklosetter inrättades (på vinden) först 1945. Bruket hade 9 arbetarbostäder med tillsammans 95 lägenheter. "Arbetares vid Tanto Sockerbruk Sjuk- och Begrafnings-Kassa" hade tillkommit redan 1861. En pensionsfond för ”orkeslösa arbetare” bildades 1870, i mån av behov tillsköt bolaget medel till pensionskassan. År 1890 lyckades man starta en fackförening med förhandlingsrätt.
De anställda på bruket bildande år 1900 en kooperativ förening för att starta en affär, "Tanto Arbetares Handelsförening". Tidigare fanns bara en enda affär i området, "hökaren" Högbergs butik i Ekermanska malmgården. Bruksledningen stödde butiken genom att ställa en lokal till förfogande fram till hösten 1909. Efter storstrejken 1909 fick handelsföreningen börja betala hyra, 400 kronor per år. Den kooperativa butiken fick 1901 flytta in i nya lokaler i ett stenhus som byggdes i hörnet av Tantogatan och Jägargatan och drevs självständigt fram till 1942, då den gick upp i Konsumtionsföreningen Stockholm. Butiken upphörde i och med avvecklingen av Tanto sockerbruk.

### Nedläggning, rivning och bygge av lamellhus

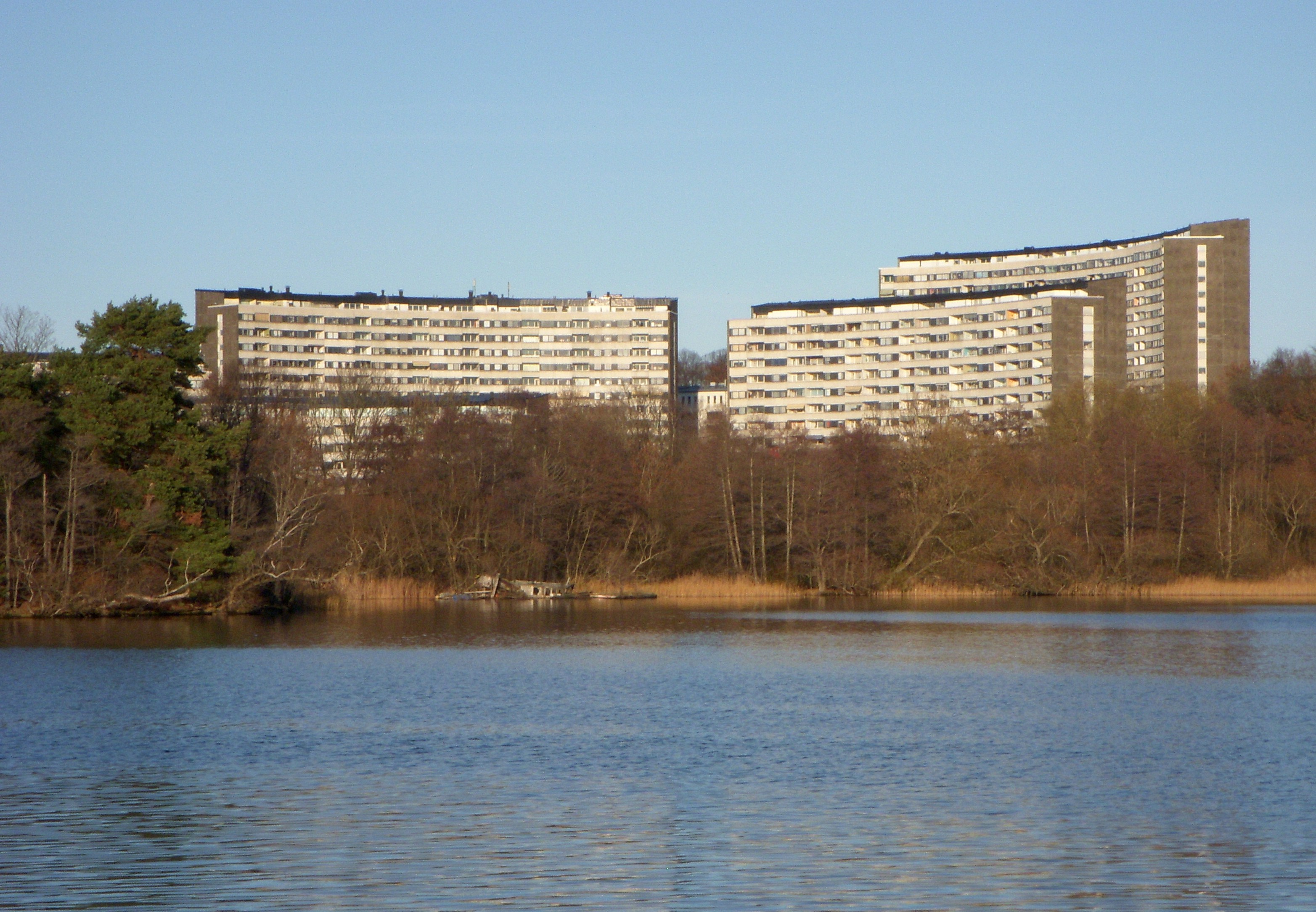
Åströms och Ahlströms lamellhus.

År 1956 beslutade Svenska Sockerfabriks AB att bruket vid Tanto skulle läggas ned och verksamheten koncentreras till Skåne. Under 1962 började man riva bruket och de övriga husen inom fabriksområdet och under åren 1962–1966 lät Svenska Sockerfabriks AB på platsen uppföra fem höga bågformade lamellhus med Åke Ahlström och Kell Åström som arkitekter. Husen byggdes av Skånska Cementgjuteriet. Inga rester av det gamla sockerbruket lämnades kvar. Svenska Sockerfabriks AB (senare AB Cardo) ägde och förvaltade husen fram till 1980, då bostadsrättsföreningen Tanto bildades. Föreningen omfattar drygt 700 lägenheter. Kvartersnamnen Tantobruket och Sockerbruket samt gatunamnet Sockerbruksgränd vittnar om områdets historia.